# Јадни мој Арбат
„Јадни мој Арбат“ је југословенски телевизијски филм из 1965. године. Режирао га је Александар Ђорђевић, а сценарио је писао Алексеј Арбузов.

## Улоге
| Глумац          | Улога |
| --------------- | ----- |
| Петар Банићевић |       |
| Урош Гловацки   |       |
| Тамара Милетић  |       |